# Geoff Hurst
Sir Geoffrey Charles Hurst, MBE (Ashton-under-lyne, Lancashire, 8. prosinca 1941.) je bivši engleski nogometaš i reprezentativac poznat po tome što je postigao hat-trick u finalu Svjetskog prvenstva 1966. Ta tri gola postigao je za pobjedu (4:2) protiv Zapadne Njemačke 1966. na Wembleyu. Takav uspjeh dobiva veću ulogu zato što mu je internacionalna karijera trajala 5 mjeseci tj. samo 8 utakmica i nije se smatrao glavnim centralnim napadačem za reprezentaciju.